# Meridià 73 a l'oest
El meridià 73 a l'oest de Greenwich és una línia de longitud que s'estén des del pol Nord travessant l'oceà Àrtic, Groenlàndia, Amèrica, l'oceà Atlàntic, l'oceà Antàrtic, i l'Antàrtida fins al pol Sud.
El meridià 73 a l'oest forma un cercle màxim amb el meridià 107 a l'est. Com tots els altres meridians, la seva longitud correspon a una semicircumferència terrestre, uns 20.003,932 km. Al nivell de l'Equador, és a una distància del meridià de Greenwich de 8.126 km.

## De Pol a Pol
Començant en el pol Nord i dirigint-se cap al pol Sud, aquest meridià travessa:
| Coordenades                             | País, territori o mar | Notes |
| --------------------------------------- | --------------------- | --- |
| 90° 0′ N, 73° 0′ O / 90.000°N,73.000°O  | Oceà Àrtic            | |
| 83° 4′ N, 73° 0′ O / 83.067°N,73.000°O  | Canadà                | Nunavut — Ellesmere |
| 79° 45′ N, 73° 0′ O / 79.750°N,73.000°O | Estret de Nares       | |
| 78° 11′ N, 73° 0′ O / 78.183°N,73.000°O | Groenlàndia           | Tigssarfik |
| 78° 9′ N, 73° 0′ O / 78.150°N,73.000°O  | Badia de Baffin       | Passa a l'oest de l'illa Hakluyt, Groenlàndia (a 77° 26′ N, 72° 48′ O / 77.433°N,72.800°O) · Passa a través de les Kitsissut, Groenlàndia (a 76° 42′ N, 72° 48′ O / 76.700°N,72.800°O)                      |
| 71° 26′ N, 73° 0′ O / 71.433°N,73.000°O | Canadà                | Nunavut – illa Dexterity, illa Adams i illa de Baffin |
| 68° 13′ N, 73° 0′ O / 68.217°N,73.000°O | Conca de Foxe         | |
| 66° 43′ N, 73° 0′ O / 66.717°N,73.000°O | Canadà                | Nunavut – Illa de Baffin |
| 64° 5′ N, 73° 0′ O / 64.083°N,73.000°O  | Estret de Hudson      | |
| 62° 11′ N, 73° 0′ O / 62.183°N,73.000°O | Canadà                | Quebec |
| 45° 1′ N, 73° 0′ O / 45.017°N,73.000°O  | Estats Units          | Vermont Massachusetts – des de 42° 44′ N, 73° 0′ O / 42.733°N,73.000°O Connecticut – des de 42° 2′ N, 73° 0′ O / 42.033°N,73.000°O (Passa a l'oest de New Haven a 41° 18′ N, 72° 55′ O / 41.300°N,72.917°O) |
| 41° 13′ N, 73° 0′ O / 41.217°N,73.000°O | Long Island Sound     | |
| 40° 58′ N, 73° 0′ O / 40.967°N,73.000°O | Estats Units          | Nova York – Long Island |
| 40° 41′ N, 73° 0′ O / 40.683°N,73.000°O | Oceà Atlàntic         | |
| 22° 25′ N, 73° 0′ O / 22.417°N,73.000°O | Bahames               | Illa de Mayaguana |
| 22° 22′ N, 73° 0′ O / 22.367°N,73.000°O | Oceà Atlàntic         | |
| 21° 33′ N, 73° 0′ O / 21.550°N,73.000°O | Bahames               | Illa de Petita Inagua |
| 21° 27′ N, 73° 0′ O / 21.450°N,73.000°O | Oceà Atlàntic         | Passa a l'est de l'illa de Gran Inagua, Bahames (a 21° 18′ N, 73° 0′ O / 21.300°N,73.000°O) · Passa a l'oest de l'illa de Tortuga, Haití (a 20° 3′ N, 72° 58′ O / 20.050°N,72.967°O)                        |
| 19° 55′ N, 73° 0′ O / 19.917°N,73.000°O | Haití                 | Illa Hispaniola |
| 19° 36′ N, 73° 0′ O / 19.600°N,73.000°O | Mar Carib             | Golf de La Gonâve |
| 18° 54′ N, 73° 0′ O / 18.900°N,73.000°O | Haití                 | La Gonâve |
| 18° 45′ N, 73° 0′ O / 18.750°N,73.000°O | Mar Carib             | Golf de La Gonâve |
| 18° 28′ N, 73° 0′ O / 18.467°N,73.000°O | Haití                 | Illa Hispaniola – Península de Tiburon |
| 18° 11′ N, 73° 0′ O / 18.183°N,73.000°O | Mar Carib             | |
| 11° 30′ N, 73° 0′ O / 11.500°N,73.000°O | Colòmbia              | |
| 9° 46′ N, 73° 0′ O / 9.767°N,73.000°O   | Veneçuela             | |
| 9° 17′ N, 73° 0′ O / 9.283°N,73.000°O   | Colòmbia              | |
| 2° 23′ S, 73° 0′ O / 2.383°S,73.000°O   | Perú                  | |
| 5° 44′ S, 73° 0′ O / 5.733°S,73.000°O   | Brasil                | Amazonas Acre – des de 7° 28′ S, 73° 0′ O / 7.467°S,73.000°O |
| 8° 56′ S, 73° 0′ O / 8.933°S,73.000°O   | Perú                  | |
| 9° 10′ S, 73° 0′ O / 9.167°S,73.000°O   | Brasil                | Acre |
| 9° 25′ S, 73° 0′ O / 9.417°S,73.000°O   | Perú                  | |
| 16° 31′ S, 73° 0′ O / 16.517°S,73.000°O | Oceà Pacífic          | |
| 36° 44′ S, 73° 0′ O / 36.733°S,73.000°O | Xile                  | Passa a l'est de Concepción |
| 41° 30′ S, 73° 0′ O / 41.500°S,73.000°O | Golf d'Ancud          | |
| 42° 15′ S, 73° 0′ O / 42.250°S,73.000°O | Golf de Corcovado     | |
| 43° 17′ S, 73° 0′ O / 43.283°S,73.000°O | Xile                  | Terra ferma, illa Magdalena, i novament el continent |
| 49° 1′ S, 73° 0′ O / 49.017°S,73.000°O  | Argentina             | |
| 50° 46′ S, 73° 0′ O / 50.767°S,73.000°O | Xile                  | Terra ferma, illa de Riesco i illa de Santa Inés |
| 54° 5′ S, 73° 0′ O / 54.083°S,73.000°O  | Oceà Pacífic          | |
| 54° 28′ S, 73° 0′ O / 54.467°S,73.000°O | Xile                  | Illa Noir |
| 54° 29′ S, 73° 0′ O / 54.483°S,73.000°O | Oceà Pacífic          | |
| 60° 0′ S, 73° 0′ O / 60.000°S,73.000°O  | Oceà Antàrtic         | |
| 69° 40′ S, 73° 0′ O / 69.667°S,73.000°O | Antàrtida             | Illa d'Alexandre I i continent, reclamat per Antàrtida Argentina, Argentina, Territori Antàrtic Xilè, Xile i Territori Antàrtic Britànic, Regne Unit                                                        |